# Präsidentschaftswahl in Kirgisistan 2017

Ergebnisse der Präsidentschaftswahl nach Distrikt, Blau: Sooronbai Dscheenbekow; Grün: Ömürbek Babanow; Rot: Adakhan Madumarov

Die Präsidentschaftswahl in Kirgisistan 2017 wurde am 15. Oktober 2017 in Kirgisistan abgehalten. Die Wahl markierte einen friedlichen und demokratischen Wechsel im Amt des Präsidenten von Almasbek Atambajew, der bei der Wahl 2017 nicht für eine weitere Amtszeit kandidierte, zu Sooronbai Dscheenbekow von der Sozialdemokratischen Partei Kirgisistans (SDPK), der die Wahl bereits im ersten Wahlgang für sich entscheiden konnte. Die Präsidentschaftswahl stellte einen bedeutenden Erfolg im Prozess der Demokratisierung in Kirgisistan dar und gilt als historisches Ereignis im allgemein von autoritären Regimen geprägten Zentralasien.

## Wahlsystem
Der kirgisische Präsident wird gemäß der Verfassung des Landes in einer landesweiten Mehrheitswahl gewählt. Im ersten Wahlgang benötigte ein Kandidat eine absolute Mehrheit der abgegebenen Stimmen, um eine sechsjährige Amtszeit als Präsident und Staatsoberhaupt Kirgisistans zu gewinnen. Gelang dies keinem der Kandidaten, sieht die Verfassung eine Stichwahl vor. Diese fand in der kirgisischen Geschichte bislang noch keine Anwendung, würde aber zwischen den beiden erfolgreichsten Kandidaten des ersten Wahlgangs abgehalten werden. Das Stimmrecht galt für alle kirgisischen Staatsbürger, die zum Zeitpunkt der Wahl 18 Jahre oder älter waren. Ausgenommen waren Häftlinge und Menschen mit Psychischen Störungen. Grundlage für die Organisation der Wahl war ein zentrales Wählerverzeichnis, in dem wahlberechtigte Staatsbürger mit biometrischen Merkmalen wie Fingerabdrücken, Unterschrift und einem biometrischen Passbild verzeichnet wurden. Vor der Wahl wurden die Bürger dazu aufgerufen, sich im biometrischen Wählerverzeichnis registrieren zu lassen oder den bestehenden Eintrag zu prüfen. Nach Beendigung der Registrierungsphase waren circa 80 % der nominell wahlberechtigten Bevölkerung Kirgisistans in dem Verzeichnis registriert. Für die Registrierung eines Kandidaten für die Präsidentschaftswahl mussten mehrere Bedingungen erfüllt werden. Der Kandidat musste zum Zeitpunkt der Wahl zwischen 35 und 70 Jahren alt sein, einen Wohnsitz in Kirgisistan für insgesamt mindestens 15 Jahre nachweisen können und die kirgisische Sprache beherrschen. Unter diesen Bedingungen konnten mögliche Kandidaten sich selbst als unabhängiger Kandidat registrieren lassen oder von einer politischen Partei nominiert werden. Für die Registrierung der Kandidatur war die Zahlung einer Gebühr an die Zentrale Wahlkommission, die mit der Organisation der Wahl betraut war, und die Beibringung von mindestens 30.000 Unterschriften von Unterstützern nötig. 59 Kandidaten beantragten die Registrierung bei der Zentralen Wahlkommission, neun zogen ihre Kandidatur noch während der Registrierungsphase zurück und 37 Kandidaten wurden von der Wahlkommission abgelehnt, weil sie die geforderte Anzahl von Unterschriften nicht vorweisen oder die vorgesehene Gebühr nicht bezahlen konnten. Auf diese Weise blieb ein Kandidatenfeld von 12 Bewerbern übrig, das in den Wahlkampf zog.

## Hintergrund
Nachdem durch den Regierungswechsel in Kirgisistan 2010 und die Unruhen in Südkirgisistan 2010 die Stabilität in Kirgisistan bedroht war, gelang es einer Übergangsregierung unter Rosa Otunbajewa die Lage zu stabilisieren und mit der Präsidentschaftswahl in Kirgisistan 2011 einen neuen Präsidenten zu bestimmen. Almasbek Atambajew von der SDPK gewann die Wahl und konnte sich über die gesamte Amtszeit von sechs Jahren im höchsten Amt Kirgisistans halten. Am 29. Mai 2017 gab Atambajew den 15. Oktober desselben Jahres als Wahltermin bekannt und bekräftigte seine Aussage, gemäß der Verfassung nicht erneut zu kandidieren. Zuvor hatte Atambajew durch ein Referendum die Stärkung der Rolle des Premierministers gegenüber dem Präsidenten durchgesetzt und damit ein mögliches Mittel zur Einschränkung der Macht seines Nachfolgers geschaffen. Atambajew kündigte zudem an, weiterhin in der Politik aktiv zu bleiben, aber nicht das Amt des Premierministers anzustreben. Ein wichtiger Aspekt des politischen Hintergrunds im Vorfeld der Wahl war die Verhaftung und Verurteilung des bekannten Politikers und möglichen Präsidentschaftskandidaten Ömürbek Tekebajew. Dieser war gemeinsam mit Atambajew eine der wichtigsten Figuren bei der Absetzung des Präsidenten Kurmanbek Bakijew und war maßgeblich an der Ausarbeitung der kirgisischen Verfassung beteiligt. Tekebajew war zudem Gründer der Partei Ata Meken und deren Vorsitzender. Im Zuge der Änderung der Verfassung durch Atambajew zu Gunsten des Premierministers kam es zwischen beiden Politikern zum offenen Streit. Nachdem Tekebajew Recherchen zu umstrittenen geschäftlichen Aktivitäten Atambajews in der Türkei unternommen hatte, wurde er nach seiner Rückkehr aus der Türkei am 26. Februar 2017 in Bischkek verhaftet und am 16. August 2017 zu einer achtjährigen Haftstrafe verurteilt. Im Gerichtssaal kam es bei der Urteilsverkündigung zu Protesten von Anhängern Tekebajews. Bereits nach seiner Verhaftung nominierte die Partei Ata Meken Tekebajew als Kandidaten für die Präsidentschaftswahl, die geforderte Zahl von 30.000 Unterschriften wurde dabei deutlich überschritten. Die Unterschriften wurden aber von der Zentralen Wahlkommission für ungültig erklärt, da die Finanzierung der Unterschriftenkampagne nicht ausschließlich durch das Wahlkampfbudget des Kandidaten erfolgt war und daher gegen das kirgisische Wahlrecht verstieß. Nach einem Protest seitens der Verantwortlichen von Ata Meken bestätigte der Oberste Gerichtshof Kirgisistans die Entscheidung der Wahlkommission und schloss Tekebajew von der Wahl aus. Rund um den Prozess gegen Tekebajew wurden Vorwürfe laut, das Vorgehen sei politisch motiviert und diene der Schwächung der Opposition. Bereits zuvor gab es Kritik an der zunehmend harten Gangart des Präsidenten Atambajew und der Regierungspartei SDPK gegen Oppositionelle und kritische Medien. Die Präsidentschaftswahlen, die von historischer Bedeutung für die Demokratisierung des Landes sein sollten, waren daher auch von der Sorge vor einer Rückkehr zu einem autoritären Staat geprägt.

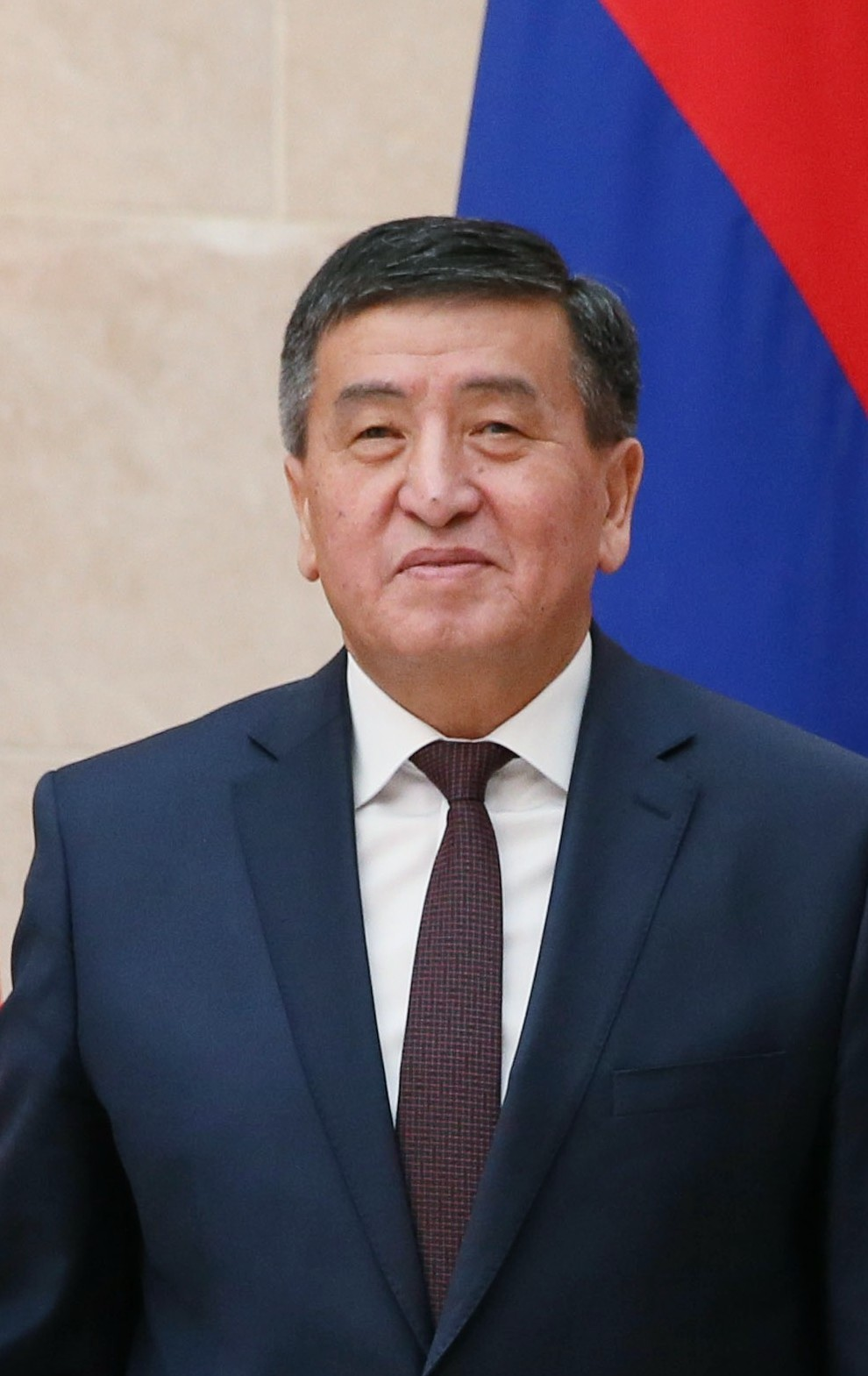
Sooronbai Dscheenbekow (SDPK)

## Kandidaten
Nach dem Registrierungsprozess durch die Zentrale Wahlkommission bewarben sich zwölf Kandidaten um das Amt des Präsidenten. Durch den Rückzug der Kandidatur von Kamtschibek Taschijew reduzierte sich das Bewerberfeld auf elf Kandidaten. Die größten Chancen wurden dabei vier bekannten Politikern des Landes eingeräumt:
- Sooronbai Dscheenbekow, Kandidat der Sozialdemokratische Partei Kirgisistans und ehemaliger Premierminister (2016 bis 2017)[6]
- Ömürbek Babanow, ehemaliger Fraktionsvorsitzender der Partei Respublika - Ata-Schurt im Dschogorku Kengesch und vormals Premierminister (2011 bis 2012)[7]
- Temir Sarijew, Kandidat der Partei Akschumkar (dt. Weiße Falken) und ehemaliger Premierminister (2015 bis 2016)[8]
- Adachan Madumarow, Vorsitzender der Partei Butun Kirgisistan

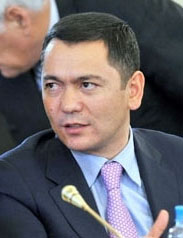
Ömürbek Babanow

Der hohe Bekanntheitsgrad der Kandidaten stärkte das Interesse der Bevölkerung an der Wahl und sorgte gleichzeitig für einen stark personenbezogenen Wahlkampf. Dscheenbekow gab bei einer Kabinettssitzung am 21. August seinen Rücktritt vom Amt des Premierministers bekannt, um für das Amt des Präsidenten zu kandidieren. Die Möglichkeit einer zeitlich begrenzten Niederlegung seines Amts als Premierminister lehnte er nach eigenen Angaben aus Gründen der Chancengleichheit ab. Dscheenbekow wurde als Kandidat der SDPK von seinem Parteifreund und Vorgänger Atambajew unterstützt. Als stärkster Konkurrent Dscheenbekows galt der ehemalige Premierminister, Unternehmer und Fraktionsvorsitzender der zweitstärksten Fraktion im kirgisischen Parlament nach der Parlamentswahl in Kirgisistan 2015, Ömürbek Babanow. Er kandidierte offiziell als unabhängiger Kandidat, wurde aber von der von ihm gegründeten Partei Respublika unterstützt. Die Kandidaten Sarijew und Madumarov konnten als Spitzenkandidaten bedeutender politischer Parteien ebenfalls auf eine größere Bekanntheit und bessere organisatorische Voraussetzungen zurückgreifen als die übrigen, unabhängigen Kandidaten. Zur Gestaltung des Kandidatenfelds trug maßgeblich das Scheitern eines Oppositionsbündnisses mit dem Namen Kaira Zharaluu bei. Dieses Bündnis wurde von den Parteien Ata-Schurt, Önügüü-Progress und Butun Kirgisistan gebildet und sah die Nominierung eines gemeinsamen Spitzenkandidaten vor. Aufgrund der starken Wählerschaft des geplanten Bündnisses insbesondere im Süden Kirgisistans räumten Beobachter dem Kandidaten von Kaira Zharaluu Chancen auf einen Wahlsieg ein. Das Bündnis zerbrach aber im September 2017 im Streit über die Nominierung eines gemeinsamen Spitzenkandidaten und den gemeinsamen politischen Kurs. Als größte politische Überraschung im Vorfeld der Wahl galt die Ankündigung von Kamtschibek Taschijew, dem Parteivorsitzenden der Parte Ata-Schurt, nach dem Scheitern von Kaira Zharaluu die Kandidatur Dscheenbekows zu unterstützen. Er begründete diese Entscheidung mit der Wahrung von Stabilität und Frieden in Kirgisistan, Beobachter gingen hingegen von geheimen Absprachen zwischen Dscheenbekow und Taschijew aus, die allerdings nicht öffentlich gemacht wurden. Durch das Scheitern des Oppositionsbündnisses zeichnete sich ein Zweikampf zwischen den Kandidaten Dscheenbekow und Babanow ab.

## Wahlkampf
Der Wahlkampf wurde insgesamt kontrovers und lebhaft geführt. Die Finanzierung des Wahlkampfs erfolgte durch Spenden von Einzelpersonen und Organisationen sowie durch das Wahlkampfbudget des Kandidaten. Die Verwendung staatlicher Gelder für die Finanzierung des Wahlkampfs war nicht vorgesehen. Der offizielle Wahlkampf begann am 10. September und endete am 13. Oktober, am Tag vor der Wahl und am Wahltag selbst waren Wahlkampfaktivitäten verboten. Die sichtbarsten und aufwendigsten Kampagnen führten die favorisierten Kandidaten Dscheenbekow und Babanow, gefolgt von Sarijew, dessen Kandidatur ebenfalls Chancen eingeräumt wurde. Die Versammlungsfreiheit war während des Wahlkampfs weitestgehend garantiert, lediglich im Umkreis einzelner Gebäude mit politischer Bedeutung in der Hauptstadt Bischkek wurden Versammlungen untersagt. Trotzdem konnte SDPK-Kandidat Dscheenbekow seine Abschlusskundgebung am 13. Oktober auf dem zentralen Ala-Too-Platz in Bischkek abhalten. Insgesamt nahm der Wahlkampf zum Wahltag hin an Intensität zu. Weit verbreitete Mittel des Wahlkampfs waren Wahlplakat, Flugblätter und Wahlwerbespots, zudem unternahmen insbesondere die prominenten Kandidaten Reisen durch das Land und hielten in zahlreichen Städten Wahlkampfveranstaltungen ab. Die Medien in Kirgisistan begleiteten den Wahlkampf mit intensiver Berichterstattung, wobei an der Unabhängigkeit und Neutralität zahlreicher Medien gezweifelt werden musste. In vielen Fällen gehörten einflussreiche Medien über intransparente Eigentümerstrukturen Politikern oder parteinahen Organisationen und berichteten daher voreingenommen über die Wahl. Ähnliche Tendenzen zeigte auch das staatliche Fernsehen, das zu einer positiven Darstellung der Regierungspartei SDPK neigte. Ein wichtiges Element des Wahlkampfs waren hingegen politische Debatten im Fernsehen unter Beteiligung der Präsidentschaftskandidaten.
Neben der Verhaftung des Vorsitzenden der Partei Ata-Meken, Ömürbek Tekebajews, wurde der Wahlkampf von weiteren Verhaftungen und Verurteilungen geprägt. Die Abgeordnete Aida Salyanova, ebenfalls von Ata-Meken, wurde zu fünf Jahren Haft wegen Amtsmissbrauchs verurteilt, der Abgeordnete Kanatbek Isayev, der als Unterstützer Babanows galt, wurde aufgrund des Verdachts der Anstiftung zu Massenunruhen inhaftiert. Dieses harte Vorgehen gegen oppositionelle Politiker wurde von Regierungskritikern als politisch motiviert eingestuft und trug zu einer politisch aufgeheizten Stimmung während des Wahlkampfs bei. Ömürbek Babanow äußerte vor der Wahl seine Überzeugung, die Wahl im ersten Wahlgang für sich entscheiden zu können. Diese Aussage wurde vom amtierenden Präsidenten Atambajew mit einem Verweis auf die Bekämpfung von Falschinformationen zurückgewiesen. Insgesamt griff der Präsident in der Schlussphase des Wahlkampfs immer aktiver in den Wahlkampf ein und unterstützte Sooronbai Dscheenbekow, während er immer wieder deutliche Worte gegen Babanow fand. Diese aktive Rolle des Präsidenten sorgte für Diskussionen, da dieser eigentlich gemäß der Verfassung zur Überparteilichkeit verpflichtet war. Im Gegensatz zum Präsidenten wurde gegen den Vize-Premierminister Duishenbek Zilaliev nach einem Aufruf zur Wahl Dscheenbekows bei einer Veranstaltung in Batken ein Verfahren eingeleitet, das mit dessen Amtsenthebung endete. Eine weitere Kontroverse entwickelte sich während des Wahlkampfs im Anschluss an eine Rede, die Babanow am 28. September in Osch gehalten hatte. Diese richtete sich an die usbekische Minderheit in der Region und wurde in den Medien in verkürzter Form außerhalb des Kontexts wiedergegeben und als Anstiftung zu ethnischen Konflikten in der Region, ähnlich der Unruhen in Südkirgisistan 2010, umgedeutet. Diese manipulative Darstellung in den Medien führte zu Demonstrationen gegen Babanow in Bischkek, Osch und Dschalal-Abad.

## Ergebnis
Das offizielle Wahlergebnis spiegelte den erwarteten Zweikampf zwischen Babanow und Dscheenbekow wider, bedeutete aber einen deutlichen Sieg im ersten Wahlgang für den Kandidaten der Sozialdemokratischen Partei Kirgisistan, Sooronbai Dscheenbekow, der damit neuer Präsident Kirgisistans wurde. Die Wahlbeteiligung wurde mit 56,32 % angegeben.
| Kandidaten             | Parteien                                | Stimmen   | %    |
| ---------------------- | --------------------------------------- | --------- | ---- |
| Sooronbai Dscheenbekow | Sozialdemokratische Partei Kirgisistans | 920.620   | 54,7 |
| Ömürbek Babanow        | unabhängig                              | 568.665   | 33,8 |
| Adachan Madumarow      | Butun Kirgisistan                       | 110.284   | 6,5  |
| Temir Sarijew          | Akschumkar                              | 43.311    | 2,6  |
| Taalatbek Masadykov    | Parteilos                               | 10.803    | 0,6  |
| Ulukbek Kochkorov      | Parteilos                               | 8.498     | 0,5  |
| Azimbek Beknazarov     | Parteilos                               | 2.743     | 0,2  |
| Arstanbek Abdyldayev   | Parteilos                               | 2.015     | 0,1  |
| Arslanbek Maliyev      | Parteilos                               | 1.621     | 0,1  |
| Ernis Zarlykov         | Parteilos                               | 1.554     | 0,1  |
| Toktaiym Umetalieva    | Parteilos                               | 1.473     | 0,1  |
| Gegen alle             | Gegen alle                              | 12.371    | 0,7  |
| Gesamt                 | Gesamt                                  | 1.683.958 | 100  |
|                        |                                         |           |      |
| Ungültige Stimmen      | Ungültige Stimmen                       | 13.910    | 0,8  |
| Wähler                 | Wähler                                  | 1.697.868 | 56,3 |
| Wahlberechtigte        | Wahlberechtigte                         | 3.014.434 |      |
|                        |                                         |           |      |
| Quellen: CEC – CEC     |                                         |           |      |

Mit seinem Sieg im ersten Wahlgang wurde Sooronbai Dscheenbekow für eine sechsjährige Amtszeit im Amt des Präsidenten der Republik Kirgisistan legitimiert. Das Wahlergebnis wurde von Beobachtern mit Überraschung aufgenommen, nachdem zuvor Umfragen einen weitaus engeren Zweikampf zwischen Babanow und Dscheenbekow nahegelegt hatten. Trotz dieses Wahlerfolgs für den Kandidaten der SDPK entsprach der Anteil von 54,22 % der Stimmen dem niedrigsten Wahlergebnis eines Präsidenten in der Geschichte des unabhängigen Kirgisistans und stellte den neuen Präsidenten damit vor die Herausforderung, das Land nach einem kontrovers geführten und teilweise stark polarisierten Wahlkampf wieder zu einen.

## Folgen
Das Ergebnis der Wahl wurde offiziell nur von Wahlsieger Dscheenbekow anerkannt. Der unterlegene Babanow erkannte das Ergebnis bei einer Pressekonferenz am 16. Oktober nicht explizit an und verzichtete auf eine Gratulation an den Wahlsieger. Gleichzeitig verwies er auf die Bedeutung politischer Stabilität für das Land und kündigte an, einen möglichen Protest gegen das Wahlergebnis nur auf juristischem Wege in Erwägung zu ziehen. Auch der drittplatzierte Kandidat Adakhan Madumarov erkannte das Wahlergebnis nicht an und begründete dies mit der Entrechtung von im Ausland lebenden Kirgisen, die mehrheitlich nicht an der Wahl teilnehmen konnten, und der mangelnden Aufarbeitung von Wahlrechtsverstößen während des Wahlkampfs. Wahlsieger Dscheenbekow wurde am 24. Oktober 2017 als neuer Präsident Kirgisistans vereidigt, wodurch der historische friedliche Machtwechsel vollzogen wurde. Der scheidende Präsident Atambajew zeigte sich nach der Wahl erleichtert und kündigte an, bei den nächsten Parlamentswahlen für die Sozialdemokratische Partei kandidieren zu wollen. Bereits zuvor war ein Verfahren gegen den unterlegenen Kandidaten Babanow eingeleitet worden, dass sich auf dessen Rede in Osch vom 28. September bezog und dem Präsidentschaftskandidaten Aufruf zur gewaltsamen Veränderung der verfassungsgemäßen Ordnung und Aufwieglung zu ethnischen Unruhen vorwarf. Babanow bezeichnete das Verfahren als politisch motiviert und blieb nach einer Gesundheitsbehandlung in Moskau im russischen Exil. Die erste Hälfte von Dscheenbekows Amtszeit war geprägt von einem sich stetig verschlechternden Verhältnis zu seinem Vorgänger Atambajew, das schließlich in eine offene Rivalität umschlug. Den vorläufigen Höhepunkt des Konflikts stellte die Verhaftung Atambajews am 8. August 2019 nach blutigen Auseinandersetzungen zwischen Sicherheitskräften und Anhängern des Ex-Präsidenten dar.

## Bewertung
Die Wahl wurde insgesamt positiv bewertet und als Schritt zu einer weiteren Demokratisierung des Landes und zu mehr politischer Stabilität gewertet. Unter den zahlreichen nationalen und internationalen Beobachtern der Wahl befand sich auch eine vollständige Beobachtermission der Organisation für Sicherheit und Zusammenarbeit in Europa (OSZE). Die OSZE-Beobachter lobten die Wahl als Schritt zur Stärkung der demokratischen Institutionen und bezeichneten sie als frei, kompetitiv und gut organisiert. Verbesserungspotential sahen die Beobachter insbesondere bei der Stimmauszählung, die intransparent und begleitet von Unregelmäßigkeiten verlief. Zudem gab es bereits während des Wahlkampfs Beschwerden, die sich unter anderem auf die illegale Nutzung staatlicher Ressourcen, die aktive Rolle des damaligen Präsidenten und die Behinderung weniger bekannter Kandidaten und ihrer Kampagnen bezogen.